# René Cardona
René Cardona, (8 d'octubre de 1905; l'Havana, Cuba - †25 d'abril de 1988; Ciutat de Mèxic) va ser un director, actor, productor, guionista, argumentista i editor cinematogràfic de l'Època d'Or del cinema mexicà.

## Biografia
René Cardona neix a l'Havana, Cuba el 8 d'octubre de 1905. És al seu país natal on comença els seus estudis de medicina, però a causa dels problemes polítics de l'illa en 1926 ell i la seva família es muden a Nova York, on continua els seus estudis, que acabarà havent de deixar poc després a causa de la crisi econòmica viscuda per la seva família. Estant als Estats Units es va amic del famós actor Rodolfo Valentino qui li aconsegueix treball com a extra en diverses pel·lícules, fins que el 1929 va produir, va escriure, va dirigir i va protagonitzar el primer llargmetratge parlat en espanyol, fet a Hollywood: Sombras habaneras. Prèviament havia fet el mateix però amb el curtmetratge de 1925 Glorioso vuelo de los aviadores Barberon y Collar. A més va tenir l'oportunitat de desenvolupar-se en diversos càrrecs, com els de segon assistent, assessor tècnic i primer ajudant de director. Aprèn tècnica cinematogràfica i il·luminació i en 1932 es trasllada a Mèxic, on debuta com a actor i coneix a Julieta Zacarías, germana del director Miguel Zacarías. Poc després es casen, i és la seva esposa qui seria un suport fonamental en la seva carrera dins del cinema mexicà. Filma les pel·lícules Mano a mano (1932), dirigida per Ramón Peón, i Sobre las olas (1932), irigida per Miguel Zacarías. En aquesta primera etapa com a actor participa en tres pel·lícules clau del cinema mexicà: Marihuana (1936), El baúl macabro (1936) i Allá en el Rancho Grande (1936), que inauguraria oficialment l'època d'or del cinema mexicà i convertiria en estrelles als seus protagonistes: Esther Fernández, Tito Guízar, i el propi René.

### Carrera com a director a Mèxic
Després de l'èxit d'Allá en el Rancho Grande (1936), a l'any següent decideix dirigir la seva primera cinta a Mèxic. Aquesta seria Don Juan Tenorio, que també protagonitza. Encara que no va ser un èxit, això no va detenir a Cardona per a realitzar els seus següents projectes. En dos d'ells Allá en el rancho chico (1938) i La reina del río (1939), fa debutar a dues futures estrelles: Blanca Estela Pavón en la primera i Susana Guízar en la segona.
Poc després dona una de les seves primeres oportunitats estel·lars a Pedro Infante en Jesusita en Chihuahua (1942), i presenta a Germán Valdés Tin Tan per primera vegada en cinema a Hotel de verano (1944). En agraïment, tots dos actors accepten aparèixer junts per única vegada en una pel·lícula de Cardona: También de dolor se canta (1952).
La seva carrera va arribar a fer-se tan prolífica que de 1937 a 1986 va dirigir més de cent pel·lícules, en les quals va dirigir a diverses de les més grans estrelles de Mèxic. A fins dels cinquanta va realitzar dues pel·lícules destinades al públic infantil: Pulgarcito (1957) i Santa Claus (1959), que li van valer diversos premis internacionals.
En els seixanta i setanta també entraria de ple a dirigir pel·lícules de l'anomenat cinema fantàstic, on dirigeix a les màximes figures d'aquest: El Santo, Blue Demon i Lorena Velázquez, així com Las luchadoras contra la momia.
En els anys setanta produeix i dirigeix tres pel·lícules de gran èxit internacional: La isla de los hombres solos (1974), considerada la seva millor pel·lícula com a director i basada en la novel·la de José León Sánchez, El pequeño Robin Hood (1975), i Supervivientes de los Andes (1976).
Cardona dirigeix la seva última cinta en 1982, just quan el cinema mexicà entrava en la seva pitjor etapa amb el cinema de ficheras.

### Carrera com a actor a Mèxic
Com a actor René també va aconseguir prestigi. Va ser membre fundador de l'ANDA, va estar nominat dues vegades al premi Ariel i va actuar en més de 100 pel·lícules, entre les més recordades de les quals figuren El secreto del sacerdote (1941, Caballería del imperio (1942), El Peñón de las Ánimas (1943), amb Jorge Negrete, María Félix i Carlos López Moctezuma, El abanico de Lady Windermere (1944), La barca de oro (1947), Soledad (1947) amb Libertad Lamarque, Cartas marcadas (1948), amb Pedro Infante i Marga López, La vorágine (1949) amb Armando Calvo i Alicia Caro, Las tres perfectas casadas (1953) amb Arturo de Córdova i Miroslava Stern entre d'altres. La seva carrera la va continuar fins a poc abans de la seva mort i fins i tot va actuar en algunes cintes dirigides pel seu fill, René Cardona Jr., como Burlesque (1980) i La casa que arde de noche (1985).

### Últims anys i mort
Les seves últimes aparicions en pantalla van ser en la teleserie Rosa salvaje i en la pel·lícula El fiscal de hierro (1989), va ser homenatjat en vida per la Cineteca Nacional de Mèxic el 15 de desembre de 1986 i va rebre d'El Heraldo de México en reconeixement dels seus 52 anys de labor cinematogràfica en aquest mateix any. Va morir a la Ciutat de Mèxic el 25 d'abril de 1988.

## Reconeixements

### Premis Ariel
| Any  | Categoria            | Pel·lícula        | Resultat |
| ---- | -------------------- | ----------------- | -------- |
| 1955 | Coactuació masculina | ¡Que seas feliz!  | Nominat  |
| 1957 | Coactuació masculina | Un nuevo amanecer | Nominat  |

### San Francisco International Film Festival (Golden Gate award)
| Any  | Categoria                      | Pel·lícula  | Resultat  |
| ---- | ------------------------------ | ----------- | --------- |
| 1959 | Best International Family Film | Santa Claus | Guanyador |